# La Savelli
La Savelli è un cortometraggio muto del 1911 diretto da Camille de Morlhon. Tra gli interpreti, nel ruolo di Napoleone III, appare il regista (e attore) Émile Chautard.

## Produzione
Il film fu prodotto dalla Pathé Frères (con il nome Série d'Art Pathé Cinèma [SAPF])

## Distribuzione
Distribuito dalla Pathé Frères, uscì nelle sale cinematografiche francesi nel 1911.